# Starbuck (Minnesota)
Starbuck ist eine Kleinstadt (mit dem Status „City“) im Pope County im US-amerikanischen Bundesstaat Minnesota. Das U.S. Census Bureau hat bei der Volkszählung 2020 eine Einwohnerzahl von 1.365 ermittelt.

## Geografie
Starbuck liegt im mittleren Westen Minnesotas am westlichen Ufer des Lake Minnewaska. Die geografischen Koordinaten von Starbuck sind 45°36′52″ nördlicher Breite und 95°31′52″ westlicher Länge. Das Stadtgebiet erstreckt sich über eine Fläche von 4,07 km².
Benachbarte Orte von Starbuck sind Lowry (10,4 km nördlich), Long Beach (11,5 km ostnordöstlich), Glenwood (13,6 km in der gleichen Richtung), Hancock (32 km südwestlich), Cyrus (16,1 km) und Farwell (19,9 km nordwestlich).
Die nächstgelegenen größeren Städte sind Fargo in North Dakota (194 km nordwestlich), Duluth am Oberen See (350 km nordöstlich), Minneapolis (210 km südöstlich), Minnesotas Hauptstadt Saint Paul (229 km in der gleichen Richtung) und Sioux Falls in South Dakota (310 km südsüdwestlich).

## Verkehr
Im Stadtgebiet von Starbuck kreuzen die Minnesota State Routes 29 und 114. Alle weiteren Straßen sind untergeordnete teils unbefestigte Fahrwege sowie innerörtliche Verbindungsstraßen.
Mit dem Starbuck Municipal Airport befindet sich im Süden des Stadtgebiets von Starbuck ein kleiner Flugplatz. Der nächste Großflughafen ist der Minneapolis-Saint Paul International Airport (230 km südöstlich).

## Demografische Daten
Nach der Volkszählung im Jahr 2010 lebten in Starbuck 1302 Menschen in 576 Haushalten. Die Bevölkerungsdichte betrug 319,9 Einwohner pro Quadratkilometer. In den 576 Haushalten lebten statistisch je 2,14 Personen.
Ethnisch betrachtet setzte sich die Bevölkerung zusammen aus 97,3 Prozent Weißen, 0,3 Prozent Afroamerikanern, 0,3 Prozent amerikanischen Ureinwohnern sowie 0,8 Prozent aus anderen ethnischen Gruppen; 1,3 Prozent stammten von zwei oder mehr Ethnien ab. Unabhängig von der ethnischen Zugehörigkeit waren 1,3 Prozent der Bevölkerung spanischer oder lateinamerikanischer Abstammung.
19,9 Prozent der Bevölkerung waren unter 18 Jahre alt, 54,3 Prozent waren zwischen 18 und 64 und 25,8 Prozent waren 65 Jahre oder älter. 51,2 Prozent der Bevölkerung war weiblich.

Das mittlere jährliche Einkommen eines Haushalts lag bei 36.289 USD. Das Pro-Kopf-Einkommen betrug 22.478 USD. 11,7 Prozent der Einwohner lebten unterhalb der Armutsgrenze.